# Градинска червеноопашка
Градинската червеноопашка (Phoenicurus phoenicurus) е птица от семейство Мухоловкови (Muscicapidae). Среща се и в България.

## Физически характеристики
Достига 13 cm. Мъжките са сиви с ръждивочервена опашка челото е бяло на цвят, а гърлото е черно, гърдите са ръждиво кафяви, коремът е белезникав. Женските са сиво-кафяво-жълтеникави.

## Начин на живот и хранене
Храни се с насекоми.